# Bevingad husar
En bevingad husar var en tungt beväpnad och rustad polsk husar, en tyngre variant av den ungerska lättrustade husaren. Termen "bevingad" kommer av de karaktäristiska "vingar" som var fästade på husarernas ryggharnesk. De polska husarerna var ett svårbesegrat vapenslag mellan 1570-talet fram till mitten på 1600-talet och påverkade speciellt svensk krigföring som tog intryck av de svåra nederlagen mot dem i början av 1600-talet, inklusive det för Sverige förödande slaget vid Kirkholm 1605.

## Namnet
De bevingade husarerna får sitt namn från de karaktäristiska "vingarna", bestående av en eller två gam-, örn- eller strutsfjäderprydda träramar vilka är fästa på bakdelen av sadeln eller på rustningens ryggharnesk. Dessa vingars funktion är omstridd bland militärhistoriker men förmodligen var det det visuella totalintrycket som var avgörande. De 1,5 m höga fjäderramarna förstorade ryttarnas rörelser och fick ryttarna att verka större och tornande i de redan höga turkiska sadlarna vilket hade effekt på både motståndarnas hästar och manskap.

## Historia

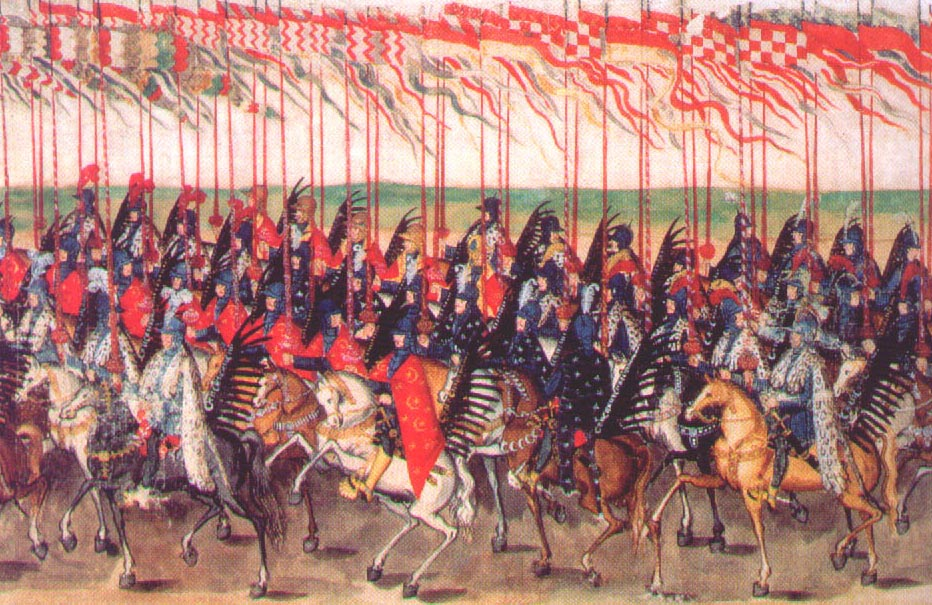
Parad i Krakow 1604 vid Sigismund Vasas bröllop.

De bevingade polska husarenas ursprung var de lättrustade serbiska och ungerska husarer som på 1490-talet dök upp som legoknektar i det polsk-litauiska samväldet. Utrustningen (vadderade kläder och beväpnade endast med sabel, lans och träsköld) gjorde dem lättrörliga och snabba. I takt med eldvapnens utveckling och ineffektiviteten i striderna mot lättrörliga tatarer och turkar nedrustades och avskaffades under 1500-talet successivt det polska tunga stålklädda rytteriet med medeltida anor och utrustades ofta som husarer. Därvid kom man att sakna ett tungt genombrytande rytteri för frontalanfall mot formerade fiendetrupper, för vilket de lättrustade husarerna inte lämpade sig. Därför uppstod en taktisk kompromiss i och med att man lät husarerna anamma delar av det tunga rytteriets utrustning i en lättare variant. 
Vid 1500-talets slut var de bevingade polska husarerna en hybrid mellan de lättrörliga husarerna och ett tungt genombrytande rytteri. Konceptet blev mycket framgångsrikt i krigen mot turkar, tatarer, ryssar, kosacker, rumäner samt svenskar och deras tyska legoknektar. Länge var de polska husarerna obesegrade och deras effektiva chockanfall med blanka vapen påverkade Sveriges kung Gustav II Adolf att anamma polsk kavalleritaktik och överge den västeuropeiska rytteriattacken karakoll.
Tre av de bevingade husarernas mest kända segrar var slaget vid Kirkholm 1605 där en tre gånger större svensk här närmast förintades, slaget vid Klusjino 1610 där 6 000 polacker i grund besegrade 35 000 ryssar och svenskar, samt slaget vid Kahlenberg 1683 där 3 000 husarer red i yttersta spetsen för en 20 000 man stark kavallerichock som hävde de 150 000 turkarnas belägring av Wien.

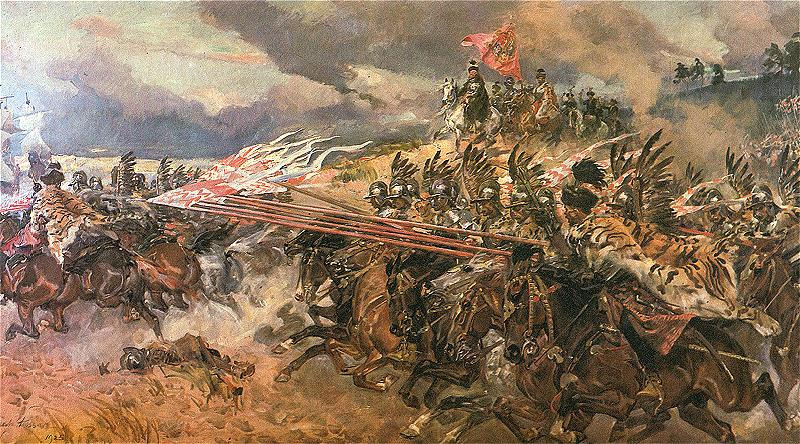
Bevingade husarer i slaget vid Kirkholm.

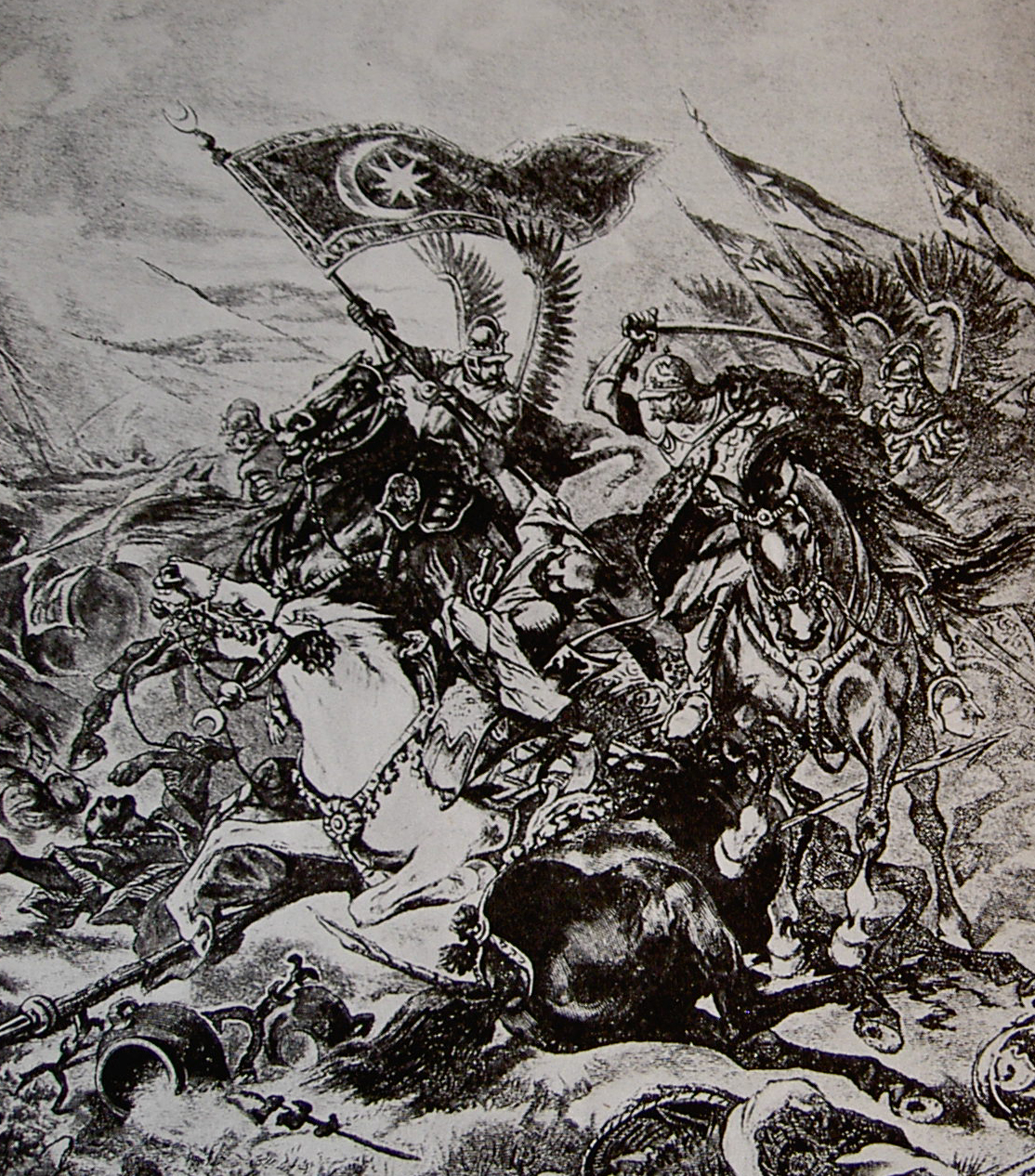
Slaget vid Kahlenberg vid hävandet av Wiens belägring 1683. De bevingade polska husarerna som leder kavallerichocken för den 20 000 man starka tysk-polska ryttarkåren erövrar Profetens gröna fana.

Husarerna förlorade under 1700-talet sin militära betydelse och övergick till att under Polens nedgångsperiod assistera vid hovceremonier och tilldelas gardesuppgifter som ett minne av sin svunna storhetstid. 1776 avskaffades de officiellt enligt ett kungligt dekret som överförde deras uppgifter och traditioner på de lättrustade lansbeväpnade ulanerna.

## Utrustning och beväpning
Till skillnad från den lättrustade ungerska/serbiska husaren var de polska bevingade husarerna tungt beväpnade med en arsenal bestående av sabel för strid med andra ryttare, lång värja på upp till 1,5 meter (koncerz) för strid från hästryggen med fotfolk samt två pistoler i sadelhölster. Ibland tillkom stridshammare (czekan) samt pil och båge.
De bevingade husarernas främsta vapen var dock en 4,5-6,2 meter lång engångslans kallad koppia med en stålspets på en stomme av urholkat askträ för viktreduceringens skull, samt med en 4 meter lång vimpel. Denna lans var det enda vapen som bekostades av den polska kronan i historien. I gengäld gjordes en ofantlig mängd lansar då de oftast bara höll för en attack varpå husaren högg in med sabel eller värja eller hämtade en ny lans för ett upprepat anfall. Under ordnade förhållanden hade husarerna med sig vagnslaster med detta lätta engångsvapen. Vid chockanstormningar mot fienden är det väl dokumenterat att de långa husar-lansarna ganska ofta spetsade två motståndare åt gången i en stöt. Vid mer enstaka tillfällen rapporterades upp till tre genomborrade motståndare i en stöt.
Till beväpningen tillkom en lättare halvrustning (istället för den medeltida helkroppsrustningen) bestående av en hjälm (szyszak) med nack- kind- och nässkydd, ett rygg- och bröstharnesk med axelskydd och armskenor samt ibland skydd för höft och den övre delen av benet. Rustningarna var ofta draperade med lejon- leopard eller vargskinn eller broderade mantlar, beroende på rang.

### Hästarna

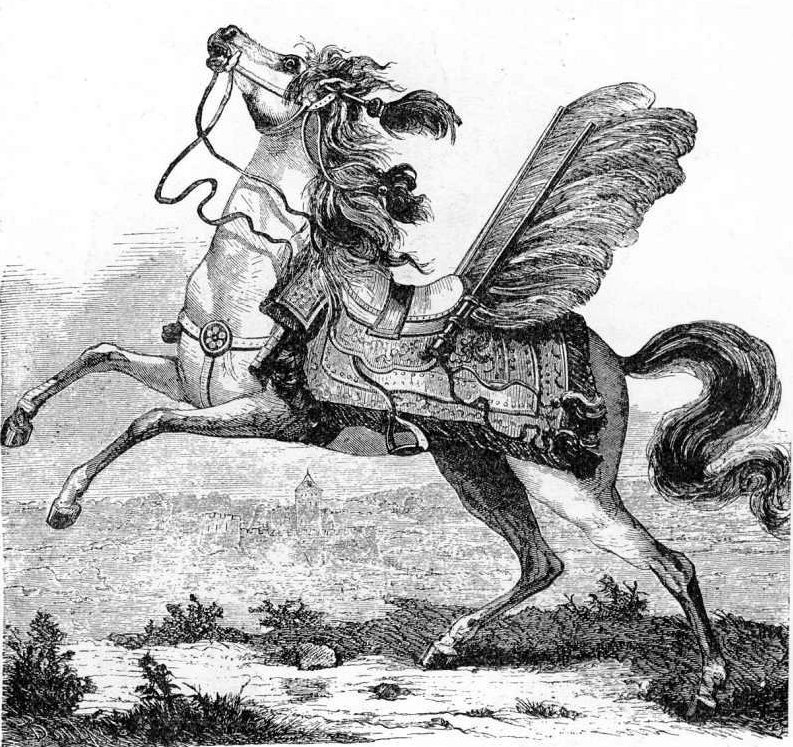
Husarhäst

De bevingade husarernas framavlade hästar var kända för sin styrka och storlek med en mankhöjd över genomsnittet och var vid vite av dödsstraff belagda med exportförbud.